# SPARC64 VI
Der SPARC64 VI (Codename Olympus) ist die Doppelkern-Prozessorversion des SPARC64 V (Codename Zeus). Er kann insgesamt 4 (SPARC64 V: 2) Threads parallel ausführen, besteht aus 540 Millionen Transistoren (SPARC64 V: mindestens 191 Millionen), misst 20,38 mm × 20,67 mm (SPARC64 V: mindestens 18,1 × 16,0 mm), wird in einem 90-nm-Prozess gefertigt und verbraucht bis zu 120 Watt (SPARC64 V: mindestens 40 Watt). Jeder Kern hat dabei einen eigenen 2 × 128 KByte L1-Cache, sowie zusätzlich ein 128 KByte großer Adressen-Cache für Sprungvorhersagen, beiden Kerne besitzen ferner einen 6 MByte großen L2-Shared Cache (SPARC64 V: mindestens 2 MByte).
Im Juli 2008 ist der SPARC64 VII (Codename Jupiter) mit 2,7 GHz erschienen. Es handelt sich hierbei um die Vierkernversion des SPARC64 V. Der SPARC64 VII soll Bus-kompatibel zum SPARC64 VI sein.